# 윤미아
윤미아(尹美亜, 1975년~)는 대한민국의 영화 감독이다. 일본 태생의 재일 한국인 3세이다.